# Finstock
Finstock – wieś w Anglii, w hrabstwie Oxfordshire, w dystrykcie West Oxfordshire. Leży 19 km na północny zachód od Oksfordu i 101 km na zachód od Londynu. W 2001 miejscowość liczyła 707 mieszkańców.
Na zachód od wsi znajduje się las Wychwood.